# Fissidens thorsbornei
Fissidens thorsbornei là một loài Rêu trong họ Fissidentaceae. Loài này được (I.G. Stone) Brugg.-Nann. mô tả khoa học đầu tiên năm 1988.